# Melanie Lynskey
Melanie Jayne Lynskey (New Plymouth, 1977. május 16. –) új-zélandi színésznő.
Peter Jackson Mennyei teremtmények című filmjében tűnt fel először. Miután elköltözött Amerikába, több filmben is játszott mellékszerepeket.
Karrierje fordulópontja a 2012-es Helló, mennem kell filmmel volt. Ezután főszerepeket játszott több filmben is, mellyel az amerikai független filmes közösség elismert alakja lett.
Filmszerepeken kívül televíziós sorozatokban is szerepelt. Ő játszotta Rose-t a Két pasi – meg egy kicsi vígjátéksorozatban. 2015-től 2016-ig Michelle Piersont az HBO Együttlét című sorozatában, majd Molly Strandot a Castle Rock, illetve Rosemary Thomast a Mrs. America című műsorokban. Szinkronszerepei közé tartozik Beatrice a Cartoon Network Túl a kerítésen, illetve Megan a Disney XD Future-Worm! című animációs sorozatából. 
Férje Jason Ritter, akivel egy gyereke van.

## Fiatalkora
New Plymouth városában született Kay Lynskey szülésznő, illetve Tim Lynskey sebész gyermekeként. Öt gyermekük közül ő a legidősebb, és három öccse, illetve egy húga van. A vezetékneve ír származású.
Gyerekkorában családja Angliába költözött egy évre, majd visszatértek Új-Zélandra. A New Plymouth-i lányoknak szóló középiskolába járt, ahol szerepet játszott az iskolai színjátékokban. 
Középiskola után a wellingtoni egyetemen tanult.

## Pályafutása
Filmes karrierje 16 éves korában kezdődött, a Mennyei teremtmények című filmben. Miután egy casting-rendező meglátogatta a középiskoláját, ezután jelentkezett a szerepre. Azelőtt 500 lányt kértek fel Pauline szerepére, de "senki nem volt megfelelő". Fran Walsh, a film egyik írója imádta Lynskey "csöndes intenzitását", és az mondta, hogy egyből tudták, hogy ő megfelelő lesz a szerepre. A film pozitív kritikákat kapott a kritikusoktól 1994-es bemutatója után. A film az új-zélandi filmgyártás fontos pontjának számít.

## Magánélete
2001-ben találkozott Jimmi Simpson színésszel a Rose Red című minisorozat forgatása közben. A sorozatban mindketten szerepeltek. 2007-ben házasodtak össze a Queenstown közeli kápolnában. 2012-ben bejelentette, hogy elválik Simpsontól. A válás 2014. május 23-án fejeződött be. 2017 februárjában ment feleségül Jason Ritter színészhez, miután négy évig együtt jártak. Első gyerekük 2018 decemberében született meg. Los Angelesben él. 10 éves korában vegetáriánus lett.

## Filmográfia

### Film
| Év   | Magyar cím                     | Eredeti cím                                | Szerep                                        | Magyar hang        |
| ---- | ------------------------------ | ------------------------------------------ | --------------------------------------------- | ------------------ |
| 1994 | Mennyei teremtmények           | Heavenly Creatures                         | Pauline                                       | Szénási Kata       |
| 1996 | Törjön ki a frász!             | The Frighteners                            | seriffhelyettes                               |                    |
| 1998 | Örökkön-örökké                 | Ever After: A Cinderella Story             | Jacqueline                                    | Somlai Edina       |
| 1999 |                                | Foreign Correspondents                     | Melody                                        |                    |
| 1999 | Detroit Rock City              | Detroit Rock City                          | Beth                                          | Bogdányi Titanilla |
| 1999 | Mentsd meg a pom-pomlányt!     | But I'm a Cheerleader                      | Hilary                                        |                    |
| 1999 |                                | The Cherry Orchard                         | Dunyasha                                      |                    |
| 2000 | Sakáltanya                     | Coyote Ugly                                | Gloria                                        | Benkő Nóra         |
| 2001 | Kígyóbőr                       | Snakeskin                                  | Alice                                         |                    |
| 2002 | Stukker                        | Shooters                                   | Marie                                         | Törtei Tünde       |
| 2002 | Elhagyatva                     | Abandon                                    | Mousy Julie                                   | Csondor Kata       |
| 2002 | Mindenütt nő                   | Sweet Home Alabama                         | Lurlynn                                       | Hámori Eszter      |
| 2003 |                                | Claustrophobia                             | Lauren                                        |                    |
| 2003 | A hazugsággyáros               | Shattered Glass                            | Amy Brand                                     | Zsigmond Tamara    |
| 2005 | Mamák lincshangulatban         | Say Uncle                                  | Susan                                         | Haffner Anikó      |
| 2006 | Fűdelaza                       | Park                                       | Sheryl                                        |                    |
| 2006 | A dicsőség zászlaja            | Flags of Our Fathers                       | Pauline Harnois                               | Farkasházi Réka    |
| 2007 |                                | Itty Bitty Titty Committee                 | plasztikai műtétes hölgy (nincs a stáblistán) |                    |
| 2008 |                                | Show of Hands                              | Jess                                          |                    |
| 2008 |                                | A Quiet Little Marriage                    | Monique                                       |                    |
| 2009 | Továbbállók                    | Away We Go                                 | Munch                                         | Mezei Kitty        |
| 2009 | Egek ura                       | Up in the Air                              | Julie Bingham                                 | Roatis Andrea      |
| 2009 | Az informátor                  | The Informant!                             | Ginger Whitacre                               | Németh Borbála     |
| 2009 |                                | Leaves of Grass                            | Colleen                                       |                    |
| 2010 |                                | Helena from the Wedding                    | Alice                                         |                    |
| 2011 | Győzzünk már!                  | Win Win                                    | Cindy                                         |                    |
| 2011 | Játékidő                       | Touchback                                  | Macy                                          | Zsigmond Tamara    |
| 2012 | Helló, mennem kell!            | Hello I Must Be Going                      | Amy                                           | Mezei Kitty        |
| 2012 |                                | Eye of the Hurricane                       | Amelia Kyte                                   |                    |
| 2012 | Míg a világvége el nem választ | Seeking a Friend for the End of the World  | Karen                                         | Sallai Nóra        |
| 2012 | Egy különc srác feljegyzései   | The Perks of Being a Wallflower            | Helen néni                                    | Zakariás Éva       |
| 2012 |                                | Putzel                                     | Sally                                         |                    |
| 2013 |                                | Teddy Bears                                | Hannah                                        |                    |
| 2014 | Boldog karácsony               | Happy Christmas                            | Kelly                                         | Németh Borbála     |
| 2014 | Végül összejöttünk             | They Came Together                         | Brenda                                        | Molnár Ilona       |
| 2014 |                                | Chu and Blossom                            | Miss Shoemaker                                |                    |
| 2014 | Meglepetés Párizsban           | We'll Never Have Paris                     | Devon                                         | Zsigmond Tamara    |
| 2014 | Csak azért is szerelem!        | Goodbye to All That                        | Annie Wall                                    | Sipos Eszter Anna  |
| 2015 | Az eltűnt tűz nyomában         | Digging for Fire                           | Squiggy                                       | Szőlőskei Tímea    |
| 2016 | A párterápia                   | The Intervention                           | Annie                                         | Bartsch Kata       |
| 2016 |                                | Rainbow Time                               | Lindsay                                       |                    |
| 2016 |                                | The Great & The Small                      | Margaret                                      |                    |
| 2016 |                                | Little Boxes                               | Gina McNulty-Burns                            |                    |
| 2016 | A zenész és a humorista        | Folk Hero & Funny Guy                      | Becky                                         |                    |
| 2017 |                                | I Don't Feel at Home in This World Anymore | Ruth                                          |                    |
| 2017 |                                | XX                                         | Mary                                          |                    |
| 2017 |                                | 1 Mile To You                              | Rowan edző                                    |                    |
| 2017 | És aztán indulok               | And Then I Go                              | Janice                                        |                    |
| 2017 |                                | The Changeover                             | Kate Chant                                    |                    |
| 2018 |                                | Sadie                                      | Rae                                           |                    |
| 2021 | A kúria úrnője                 | Lady of the Manor                          | Hannah                                        |                    |
| 2021 | Ne nézz fel!                   | Don't Look Up                              | June Mindy                                    | Bartsch Kata       |

### Televízió
| Év        | Magyar cím                 | Eredeti cím                                                       | Szerep                            | Megjegyzések                                                |
| --------- | -------------------------- | ----------------------------------------------------------------- | --------------------------------- | ----------------------------------------------------------- |
| 2002      | A rózsa vére               | Rose Red                                                          | Rachel Wheaton                    | - minisorozat (3 epizód) - magyar hangja: - Zsigmond Tamara |
| 2003      | The Shield – Kemény zsaruk | The Shield                                                        | Marcy Lindhoff                    | 2 epizód                                                    |
| 2003–2015 | Két pasi – meg egy kicsi   | Two and a Half Men                                                | Rose                              | 63 epizód                                                   |
| 2007      |                            | Drive                                                             | Wendy Patrakas                    | 7 epizód                                                    |
| 2008      | Komancsok holdja           | Comanche Moon                                                     | Pearl Coleman                     | minisorozat (3 epizód)                                      |
| 2008      | Psych – Dilis detektívek   | Psych                                                             | Emily Bloom                       | 1 epizód                                                    |
| 2008      | L                          | The L Word                                                        | Clea Mason                        | 2 epizód                                                    |
| 2009      | Felhőtlen Philadelphia     | It's Always Sunny in Philadelphia                                 | Kate                              | 1 epizód                                                    |
| 2010      |                            | Memphis Beat                                                      | Annaliese Jones                   | 1 epizód                                                    |
| 2010–2012 | Az élet és Tim             | The Lift & Times of Tim                                           | Becky (hangja)                    | 6 epizód                                                    |
| 2012      | Doktor House               | House M.D.                                                        | Natalie Tavares                   | 1 epizód                                                    |
| 2014      |                            | The Thrilling Adventure Hour: Sparks Nevada, Marshal on Mars      | Fondal                            | 1 epizód                                                    |
| 2014      | Túl a kerítésen            | Over the Garden Wall                                              | Beatrice (hangja)                 | 8 epizód                                                    |
| 2014–15   |                            | The Thrilling Adventure Hour: Beyond Belief                       | Joanna, a boszorkány              | 2 epizód                                                    |
| 2014–15   | Jake és Sohaország kalózai | Jake and the Never Land Pirates                                   | Pearl (hangja)                    | 2 epizód                                                    |
| 2015      |                            | The Thrilling Adventure Hour: The Adventures of Captain Laserbeam | Caroline tini nyomozó             | 1 epizód                                                    |
| 2015      |                            | Key and Peele                                                     | menyasszony                       | 1 epizód                                                    |
| 2015–2016 | Együttlét                  | Togetherness                                                      | Michelle Pierson                  | 16 epizód                                                   |
| 2016      | Állatok                    | Animals.                                                          | Linda (hangja)                    | 1 epizód                                                    |
| 2016      |                            | Our Ex-Wife                                                       | Sara                              | tévéfilm                                                    |
| 2016–2018 |                            | Future-Worm!                                                      | Megan / Madeline Madison (hangja) | 13 epizód                                                   |
| 2017      | Amerikai fater             | American Dad!                                                     | Sharon (hangja)                   | 1 epizód                                                    |
| 2017      |                            | Girlboss                                                          | Gail                              | 3 epizód                                                    |
| 2017      |                            | Wet Hot American Summer: Ten Years Later                          | Laura                             | minisorozat (2 epizód)                                      |
| 2017      |                            | Sunshine                                                          | Zara Skelton                      | minisorozat (4 epizód)                                      |
| 2018      | Bűbájtábor                 | Summer Camp Island                                                | Nap (hangja)                      | 3 epizód                                                    |
| 2018      | Castle Rock                | Castle Rock                                                       | Molly Strand                      | - 1 epizód - magyar hangja: - Balsai Móni                   |
| 2019      |                            | Easy                                                              | Beth                              | 1 epizód                                                    |
| 2020      | Mrs. America               | Mrs. America                                                      | Rosemary Thomson                  | - minisorozat (9 epizód) - magyar hangja: - Molnár Ilona    |
| 2021      | Az ifjú Sheldon            | Young Sheldon                                                     | Ericson professzor                | 2 epizód                                                    |
| 2021      | Anyák gyöngye              | Mom                                                               | Shannon                           | 1 epizód                                                    |
| 2021–2023 | Túlélőjátszma              | Yellowjackets                                                     | Shauna                            | 19 epizód                                                   |
| 2022      | Candy: Halál Texasban      | Candy                                                             | Betty Gore                        | minisorozat (5 epizód)                                      |
| 2023      | The Last of Us             | The Last of Us                                                    | Kathleen Coghlan                  | - 2 epizód - magyar hangja: - Sipos Eszter Anna             |
| 2023      |                            | HouseBroken                                                       | Pinky (hangja)                    | 3 epizód                                                    |
| 2024      | Az auschwitzi tetováló     | The Tattooist of Auschwitz                                        | Heather Morris                    | főszereplő (6 epizód)                                       |

## Fordítás
- Ez a szócikk részben vagy egészben  a   Melanie Lynskey című angol Wikipédia-szócikk ezen változatának fordításán alapul.  Az eredeti cikk szerkesztőit annak laptörténete sorolja fel. Ez a jelzés csupán a megfogalmazás eredetét és a szerzői jogokat jelzi, nem szolgál a cikkben szereplő információk forrásmegjelöléseként.